# Bessa Myftiu
Bessa Myftiu też jako: Bessa Myftiu Pernoux (ur. 10 maja 1961 w Tiranie) – albańsko-szwajcarska poetka, pisarka, krytyczka literacka i tłumaczka, córka pisarza Mehmeta Myftiu.

## Życiorys
Ukończyła studia z zakresu języka i literatury albańskiej na Uniwersytecie Tirańskim. Po studiach prowadziła wykłady dla studentów Uniwersytetu w Elbasanie. W latach 1987–1991 pracowała jako dziennikarka magazynu artystyczno-literackiego Skena dhe ekrani (Scena i ekran). W roku 1991 wyemigrowała do Szwajcarii. W Genewie studiowała literaturę francuską, tam też w 2002 obroniła pracę doktorską pt. Une lecture actuelle de Nietzsche et Dostoïevski : leur apport à l’éducation (promotor: Mireille Cifali). W 1992 rozpoczęła wykłady na Uniwersytecie Genewskim, a następnie w Wyższej Szkole Pedagogicznej w Lozannie. 
W 1994 wydała swój pierwszy tomik wierszy Des amis perdus. Pisze utwory poetyckie, powieści i eseje. W 2003 zagrała główną rolę w szwajcarsko-albańskim filmie fabularnym Yllka. W 2009 przetłumaczyła na język francuski powieść swojego ojca Shkrimtari (franc. L’Ecrivain). Postaci ojca, który był prześladowany w okresie dyktatury komunistycznej pisarka poświęciła wydaną w roku 1998 powieść Ma légende.
Rozwódka (były mąż Spiro Duni jest reżyserem), ma córkę Elinę, piosenkarkę jazzową. Po rozwodzie z pierwszym mężem wyszła za mąż za obywatela Szwajcarii i posługuje się nazwiskiem Myftiu Pernoux.

## Twórczość
- 1994 : Des amis perdus (poezja, wydanie dwujęzyczne)
- 1998 : Ma légende, (powieść) ISBN 2-7384-6657-5
- 2001 : A toi, si jamais…, peintures de Serge Giakonoff ISBN 2-909907-72-4
- 2004 : Nietzsche et Dostoïevski : éducateurs! ISBN 978-2-915741-05-6
- 2007 : Confessions des lieux disparus
- 2008 : An verschwundenen Orten ISBN 978-3-85791-597-0
- 2008 : Ethique & écriture
- 2008 : Le courage, notre destin: récits d'éducation ISBN 978-2-915741-08-7
- 2008 : Littérature & savoir, ISBN 978-2-915741-39-1
- 2010 : Rrëfime nga vendet e harruara
- 2011 : Amours au temps du communisme ISBN 978-2-213-65581-9
- 2016 : Vers l'impossible ISBN 978-2-36392-202-1
- 2017 : Dix-sept ans de mensonge ISBN 978-2-940516-74-2
- 2018 : La dame de compagnie ISBN 978-2-9701171-2-4